# 김삼수

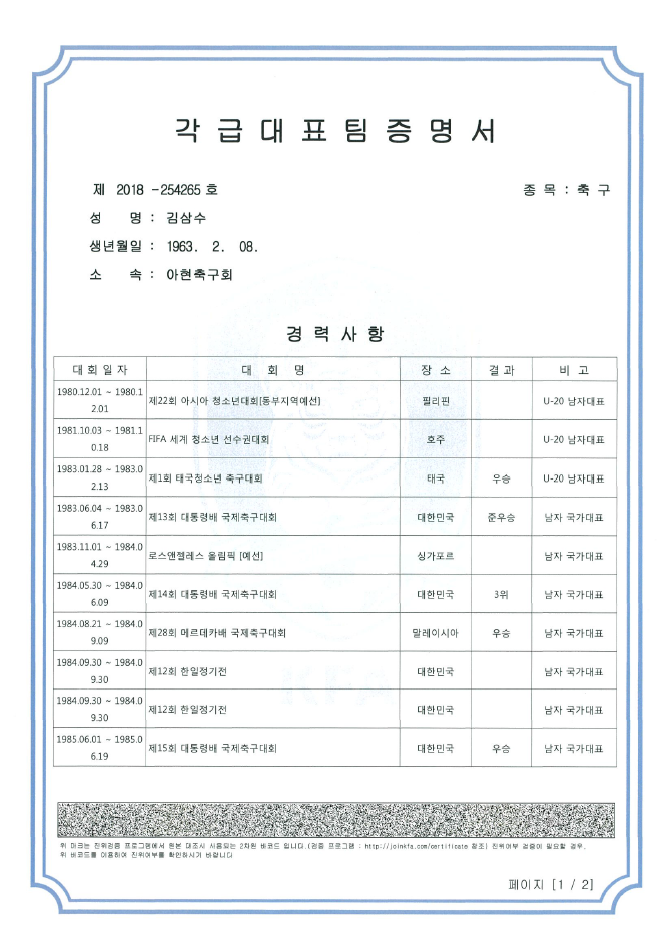

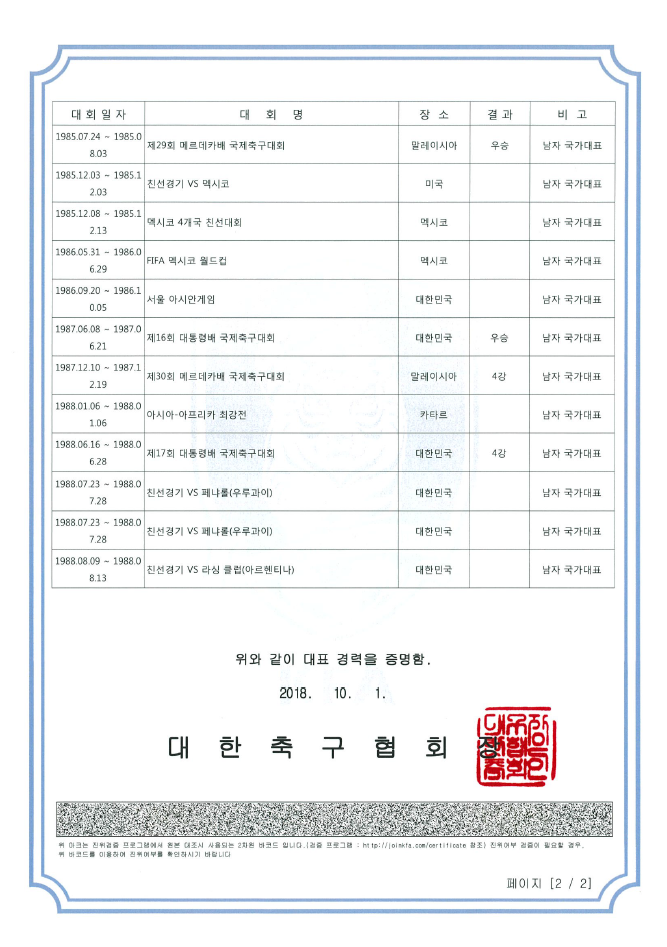

김삼수(한국 한자: 金三洙, 1963년 2월 8일 ~ )는 대한민국의 전직 축구 선수이다. K리그 현대 호랑이, 럭키금성 황소, 대우 로얄즈에서 활약했으며 1981년 FIFA 세계 청소년 축구 선수권 대회, 1986년 FIFA 월드컵 출전하였다.

## 선수 경력
김삼수는 1986년 현대 호랑이에 입단했다. 1986년 10월 12일 대우 로얄즈와의 경기에서 K리그 데뷔골을 기록했다.